# Faysal Ahmed
Faysal Ahmed (en somalí: Faysal Axmed; nacido en 11 de julio de 1990) es un actor de cine y televisión somalí-estadounidense nacido en Yemen. En el año 2013 obtuvo reconocimiento internacional luego de interpretar el papel de Najee, un pirata somalí que secuestra la embarcación del capitán Richard Phillips en la película Capitán Phillips.

## Primeros años
Ahmed nació en 1985 en Yemen, donde se crio con otros ocho hermanos. En 1999 se mudó junto con su madre y algunos de sus hermanos a los Estados Unidos. Tenía catorce años.

## Carrera
Instalado en la ciudad de Mineápolis, Ahmed trabajó inicialmente como coordinador en el Teatro Bedlam. Tras desempeñarse en algunas obras teatrales, tuvo su gran oportunidad en el año 2013 cuando fue escogido para aparecer en la película Capitán Phillips junto a Tom Hanks. En la cinta, basada en hechos reales, personificó a Najee, un pirata somalí que secuestra el barco donde se transporta el capitán de la marina mercante Richard Phillips.
Ahmed y otros tres actores fueron elegidos entre más de 700 participantes en una convocatoria de casting, realizada en 2011 en el Brian Coyle Community Center en Cedar-Riverside, Minneapolis. Según la directora de casting, Debbie DeLisi, los cuatro fueron seleccionados porque eran "los elegidos, un grupo ungido que destacaba entre los demás".
A comienzos de 2014, el actor reveló que se trasladaría a Los Ángeles para continuar con su carrera. En 2016 integró el reparto del largometraje A Stray, dirigido por Musa Syeed. Un año después apareció en el cortometraje Watu Wote: All of Us.
Sicario: El día del soldado, película dirigida por Stefano Sollima y estrenada el 29 de junio de 2018, representó su siguiente aparición en el cine estadounidense. Un año después interpretó el papel de Abdullahi Hussein en la cinta sueca 438 dagar y apareció en la segunda temporada de la serie de televisión Castle Rock, basada en la obra literaria de Stephen King.

## Filmografía

### Cine y televisión
| Año  | Título                      | Papel             |
| ---- | --------------------------- | ----------------- |
| 2013 | Capitán Phillips            | Najee             |
| 2014 | Capturing Captain Phillips  | Él mismo          |
| 2016 | A Stray                     |                   |
| 2017 | Watu Wote: All of us        | Hassan Yaqub Ali  |
| 2018 | Sicario: Day of the Soldado | Bashiir           |
| 2019 | 438 dagar                   | Abdullahi Hussein |
| 2019 | Castle Rock                 | Hassan            |
| 2020 | First Person Plural         | Faysal            |
| 2020 | The Summoning               |                   |